# Thermocyclops tchadensis
Thermocyclops tchadensis – gatunek widłonoga z rodziny Cyclopidae. Nazwa naukowa tego gatunku skorupiaków została opublikowana w 1966 roku przez francuskiego zoologa-limnologa Bernarda Henriego Dussarta i R. Grasa.